# Бірони

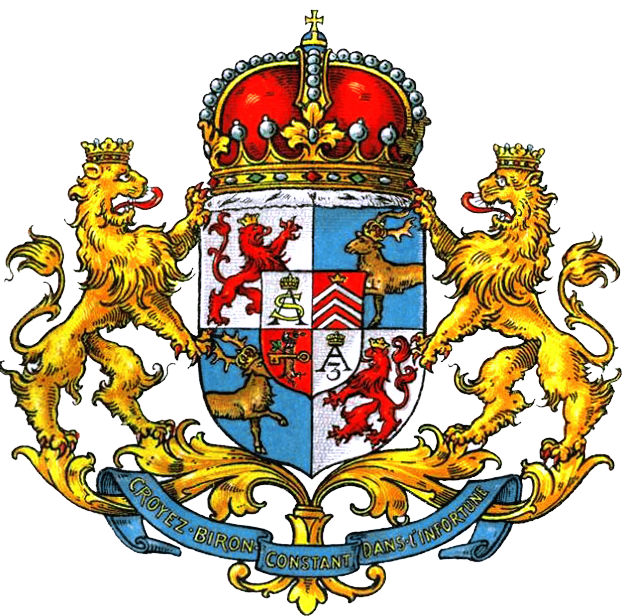
Герб Біронів-герцогів.

Бі́рони (нім. Biron, рос. Бироны), або фон Бю́рени (нім. von Büren / Bühren, «Бюренські») — німецький шляхетський рід. Також династія герцогів Курляндії і Семигалії в 1737–1795 роках. Походить з Вестфалії, від роду, представники якого первісно носили прізвище Бюрени (Bühren). 1564 року частина Бюренів переїхала до Курляндії і Семигалії, де володіла землями в Кальнцемі (Калнціємс, Латвія). 1638 року курляндські Бюрени отримали шляхетство від польського короля Владислава IV й стали іменуватися відтоді «фон Бюрен» (von Bühren). Розквіт роду припадає на життя Ернста-Йоганна фон Бюрена, який змінив прізвище на «Бірон» (Biron). 1730 року Бірони отримали графський титул від російської імператриці Анни Іванівни. Ернст-Йоганн був її фаворитом. Того ж року він отримав графський титул від германського імператора.

## Назва
- Бю́рени (нім. von Büren /Bühren, «Бюренські») — оригінальна німецька назва роду.
- Бі́рени (нім. Бирены) — російська транскрипція німецької назви. Перехід ü кириличним /і/ зумовлений особливістю запису XVIII ст. (наприклад: Münnich → Мініх, Üxküll → Ікскюлль).
- Біро́ни (рос. Бироны) — прізвище змінене Ернстом-Йоганом фон Бюреном на французький лад, із наголосом на останньому складі (фр. de Biron). Згодом таке написання було запозичено до мови-оригіналу — фон Бірон (нім. von Biron).

## Герб
- Родовий герб Бюренів: У червоному полі чорний ворон із трьома жолудями у дзьобі. Ворон обернений лицем назад і сидить на засохлому пеньку, що перекреслений поперек золотим ключем. Щит увінчаний коронованим шоломом. Нашоломник: чорний ворон, обернений лицем назад, поміж дубових гілок. Намет: червоний, підбитий золотом.

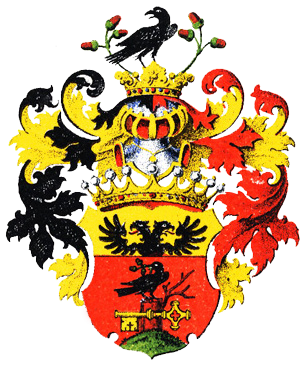
Герб графів Біронів
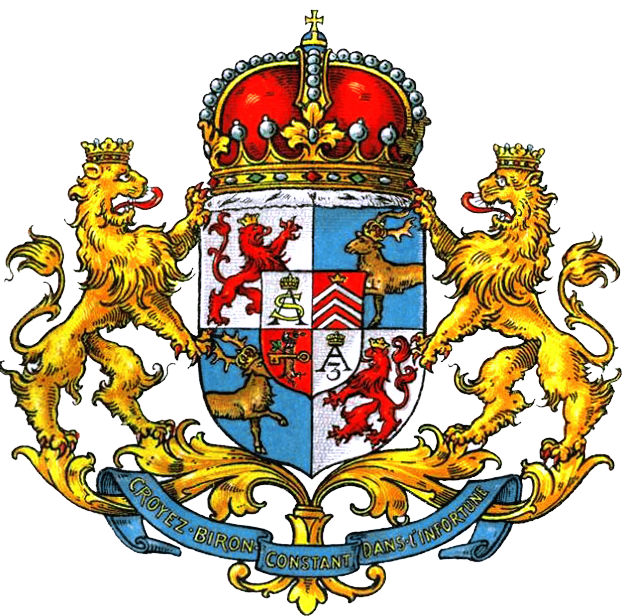
Герб герцогів Біронів

## Представники
- Карл (1653—1733) ∞ Катаріна-Ядвіга фон дер Рааб[1].
  - ♀ Доротея-Єлизавета (?—?) ∞ Генріх-Фрідріх фон Медем[2].
  - Карл (1684—1748) ∞ Крістіна-Луїза фон Ламбсдорфф[3].
  - Ернст-Йоганн (1690—1777), герцог Курляндії і Семигалії (1763—1769); регент Російської імперії (1740). ∞ (з 1723) Бенігна фон Тротта[4].
    - Петер (1724—1800), останній герцог Курляндії і Семигалії (1769—1795). ∞ 1. (з 1765): Кароліна-Луїза фон Вальдек; 2. (з 1774): Євдокія Юсупова; 3. (1779): Доротея фон Медем[5].
      - Петер (1779—1852), позашлюбний син; прийняв прізвище Гершау. ∞ (з 1802) Генрієтта Шмідт[6]
        - Пауль (1821—1908), російський сенатор[7].
        -  Александер (1825—1904), російський генерал[8].

      - ♀ Катаріна (1781—1839) ∞ 1. (з 1800) Арман-Жюль де Роган-Гемене; 2. (з 1805) Василій Трубецкой; 3. (з 1818) Карл-Рудольф фон дер Шуленбург[9].
      - ♀ Пауліна (1781—1839) ∞ (з 1800) Фрідріх фон Гогенцоллерн-Гехінген[10].
      - ♀ Йоганна (1783—1876) ∞ (з 1801) Франческо Піньятеллі[11].
      -  ♀ Доротея (1793—1862) ∞ (з 1809) Едмон де Талейран-Перігор[12].

    - ♀ Ядвіга-Єлизавета (1727—1797)[13].
    -  Карл-Ернст (1728—1801), граф (1730), князь (1737). ∞ 1. Анна-Єлизавета фон Тротта; 2. (з 1778) Аполлонія Лодзя-Поніньська[14].

  - ♀ Гертруда-Софія (1691—1770) ∞ 1. Еріх фон Альбеділь; 2. Карл-Магнус фон Корфф[15].
  -  Густав (1695—1746), російський генерал. ∞ (з 1732) Марія Меншикова[16].